# Xue Tao

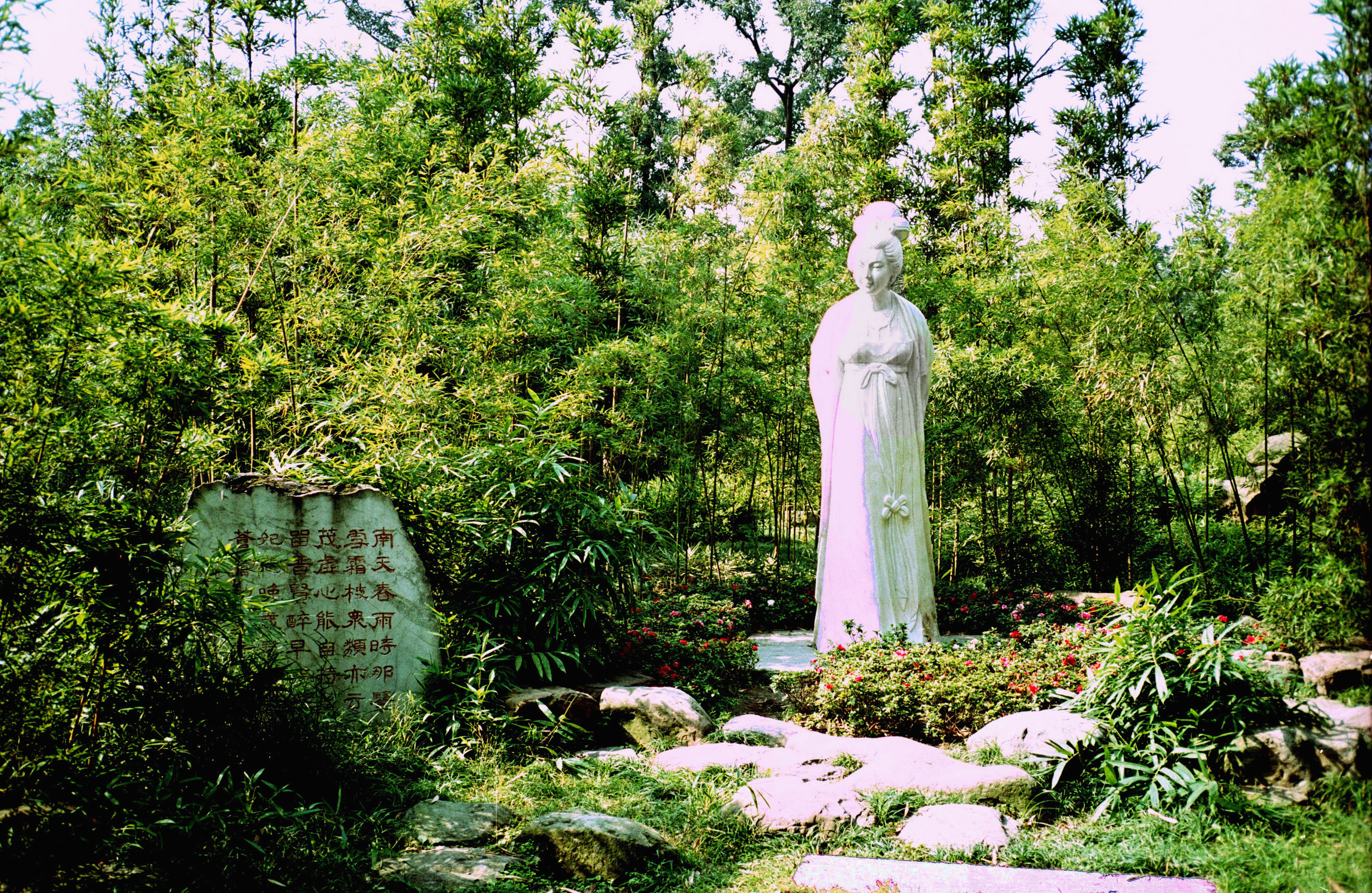
Xue Tao

Xue Tao (768-831, em chinês 薛濤) Nasceu em Zhangan, capital dos T'ang. Após sua separação fez-se monja taoísta. Foi poetisa chinesa, considerada amiúde, junto com Yu Xuanji, como uma das duas poetisas mais delicadas da Dinastia Tang (618-907).
Após a sua morte foram plantados bambus por todos os seus pátios, tornando-se no Parque de Wangjianglou (miradouro sobre o rio), em cujos 120.000 metros quadrados crescem mais de 150 variedades.

### Poetas da dinastia Tang
- Bai Juyi
- Li Po
- Wang Wei
- Tu Fu
- Liu Zongyuan
- Xue Tao
- Yu Xuanji
- Meng Jiao
- He Zhizhang